# Xã Grail, Quận McKenzie, Bắc Dakota
Xã Grail (tiếng Anh: Grail Township) là một xã thuộc quận McKenzie, tiểu bang Bắc Dakota, Hoa Kỳ. Năm 2010, dân số của xã này là 39 người.